# La Tranchée d'Arenberg et autres voluptés sportives
La Tranchée d'Arenberg et autres voluptés sportives est un récit de l'écrivain Philippe Delerm paru en 2007 sur ce qu'il nomme « les voluptés sportives ».

## Présentation et contenu
Le titre pourrait surprendre une personne non familière du monde du cyclisme, car il évoque la tranchée d'Arenberg sur le Paris-Roubaix. 
Le livre parle des joies et des souffrances des sportifs, du courage, de la pratique, de l’angoisse de la concurrence et de la compétition et de la douleur physique pour parvenir à se dépasser.
Il évoque également l’émotion du public face à ces efforts, que Delerm compare à l'écriture : « le petit moment juste après l’effort, quand je sirote un café après avoir écrit deux pages. » 
Enfin Delerm évoque la nostalgie de l'époque où le direct n’existait pas, et que les résultats d'une étape du Tour de France n'étaient diffusés qu'en fin de journée à la radio.

## Critiques sélectives
- « Battiston fauché par l'infâme Schumacher un soir d'été à Séville, le sourire forcé du patineur après la chute sur la glace, le coude-à-coude entre Anquetil et Poulidor sur les pentes du puy de Dôme, le plaisir enfantin à jouer au foot avec des boutons et des crayons... Plus coups de cœur que coups de boule, Philippe Delerm fait chanter ces moments de sport «minuscules», mêlant allègrement champions et quidams, glorieuses victoires et tragiques défaites. »

Lire le 1er décembre 2006
- « C'est drôle, mais pas seulement. La mélancolie affleure à toutes les pages. "Le travail de sape est bien amorcé", écrit ainsi Delerm pour évoquer la professionnalisation et la "body-buildisation" du rugby. »

Franck Nouchi - Le Monde du 5 janvier 2007
- « Dans chacun de ces 40 textes, drôles et légers, Delerm débusque une bonne raison de se tenir en joie... La tranchée d'Arenberg désigne le plus redoutable secteur pavé de Paris-Roubaix. Elle donne au titre de ce livre une connotation guerrière qui correspond assez bien à son histoire...  »

François Busnel - L'Express du 25 janvier 2007

## Sélection bibliographie
- "Dickens, barbe à papa et autres nourritures délectables", Gallimard, 2005,  (ISBN 2-07-076760-4);
- "Ma grand-mère avait les mêmes", Éditions Points, collection Le goût des mots,  (ISBN 978-2-7578-0837-5);
- "Quelque chose en lui de Bartleby", Éditions Mercure de France, collection bleue, 149 pages, 2009,  (ISBN 978-2715228245).